# Trollön, Kimitoön
Trollön är en ö i Finland. Den ligger i Skärgårdshavet och i kommunen Kimitoön i den ekonomiska regionen  Åboland i landskapet Egentliga Finland, i den sydvästra delen av landet. Ön ligger omkring 66 kilometer söder om Åbo och omkring 150 kilometer väster om Helsingfors. Den ingår i Västra öarna.
Öns area är 36,5 hektar och dess största längd är 1 kilometer i öst-västlig riktning.